# Neulengbach (hrad)
Hrad Neulengbach je postaven na skalnatém výběžku nad městem Neulengbach v okrese St. Pölten v rakouské spolkové zemi Dolní Rakousy. Hrad – zámek je třípatrová mnohoúhelníková stavba s osmi hlídkovými věžemi a přístavky s nádherným renesančním portálem a rozsáhlým nádvořím s toskánskými dvojicemi sloupů a kamennou mísou u studny.

## Historie
Hrad Neulengbach, spojený s tržištěm, byl založen v roce 1189. Hrad byl centrem místního panství Lengenbacherů. Po jejich vymření v roce 1236 přešlo vlastnictví hradu na Babenberky.
V pozdním středověku byl hrad sídlem zemských knížat a často byl dáván do zástavy. V roce 1565 dostal panství Neulengbach Rudolf Khuen z Belasi. V době, kdy panství vlastnili baroni Khuenové, byl hrad počátkem 17. století velkoryse přestavěn.

### Další vlastníci
- 1646 hrabata Pálffyové
- 1696 baron Bartolotti-Partenfeld
- 1740 knížata Lubomirski
- 1778 baron Karl Abraham Wetzler z Plankensternu
- 1798 hrabata Fries
- 1828 kníže Lichtenštejn
- V lednu 1912 došlo k velkému požáru zámku. Veškeré vnitřní vybavení bylo zničeno.
- Roku 1920 využívalo zámek město Vídeň jako dětský domov.
- V roce 1952 přešlo vlastnictví na "Zámecký spolek Neulengbach" a roku 1962 do rukou Martina Wakoniga.